# 1924年パリオリンピックのエストニア選手団
1924年パリオリンピックのエストニア選手団（1924ねんパリオリンピックのエストニアせんしゅだん）は、1924年5月4日から7月27日にかけてフランスの首都パリで開催された1924年パリオリンピックのエストニア選手団、およびその競技結果。

## 概要
今大会は金メダル1個、銀メダル1個、銅メダル4個の合計6個のメダルを獲得した。

## メダル
| メダル | 選手名                                   | 競技 | 種目         |
| ------ | ---------------------------------------- | ---- | ------------ |
| 銅     | アレクサンデル・クルムベルグ＝コルムペレ | 陸上 | 男子十種競技 |